# Матвеев, Роман Васильевич
Рома́н Васи́льевич Матве́ев (род. 7 ноября 1982) — российский легкоатлет, специалист по бегу на короткие дистанции и барьерному бегу. Выступал за сборную России по лёгкой атлетике в 2000-х годах, обладатель бронзовой медали чемпионата Европы среди молодёжи, победитель и призёр первенств всероссийского значения, участник Универсиады в Тэгу. Мастер спорта России.

## Биография
Роман Матвеев родился 7 ноября 1982 года. Начал заниматься лёгкой атлетикой в 1992 году в возрасте десяти лет, проходил подготовку в Москве под руководством заслуженного тренера России Владимира Аркадьевича Трефилова.
Первого серьёзного успеха на взрослом всесоюзном уровне добился в сезоне 2001 года, когда на чемпионате России в Туле с командой Москвы выиграл бронзовую медаль в эстафете 4 × 400 метров.
В 2003 году в эстафете 4 × 200 метров одержал победу на зимнем чемпионате России в Москве. Попав в состав российской национальной сборной, выступил на молодёжном европейском первенстве в Быдгоще, где в беге на 400 метров с барьерами финишировал в финале четвёртым, а в эстафете 4 × 400 метров вместе с соотечественниками Дмитрием Петровым, Александром Борщенко и Андреем Полукеевым с молодёжным национальным рекордом 3.04,18 завоевал бронзовую награду, уступив на финише только командам из Польши и Германии. На летнем чемпионате России в Туле стал серебряным призёром в эстафете 4 × 400 метров. Будучи студентом, представлял страну на Всемирной Универсиаде в Тэгу — в программе 400-метрового барьерного бега занял в финале четвёртое место.
В 2004 году на зимнем чемпионате России в Москве взял бронзу в беге на 200 метров и победил в эстафете 4 × 200 метров.
На чемпионате России 2006 года в Туле получил серебро в эстафете 4 × 100 метров.
Завершил спортивную карьеру по окончании сезона 2008 года.
В 2005 году окончил Российский государственный университет физической культуры, спорта и туризма по специальности «физическая реабилитация». Работал массажистом в сборной команде России по лёгкой атлетике.